# Vallegrande
 (août 2022).
Si vous disposez d'ouvrages ou d'articles de référence ou si vous connaissez des sites web de qualité traitant du thème abordé ici, merci de compléter l'article en donnant les références utiles à sa vérifiabilité et en les liant à la section « Notes et références ».
Vallegrande est une ville de Bolivie, précisément la capitale de la province de Vallegrande du département de Santa Cruz. La ville compte 17 208 habitants lors du recensement bolivien de 2012. Elle se trouve à quelque 125 km au sud-ouest de Santa Cruz.

## Histoire
La ville fut fondée en 1612 sur ordre du vice-roi du Pérou, Juan de Mendoza Luna Marquez de Montes Claros, qui ordonna à un capitaine espagnol de partir fonder une ville blanche qui fasse le lien entre la capitainerie de Charcas et celle de Santa Cruz.
Et donc en 1612, ledit capitaine quitta Lima avec trente familles espagnoles. Certes chacune emmenait ses nombreux péons (les valets de l'époque) d'origine quechua, au nombre certainement d'une trentaine par famille. Puis chemin faisant, d'autres familles, toujours avec leur nombreuse domesticité, se joignirent à la troupe, qui grossissait d'autant. Ils arrivèrent ainsi au lieu désigné et se mirent à l'ouvrage. Et bientôt, la ville fut fondée à l'ombre du drapeau de Sa Majesté Très Catholique, hissé pour la circonstance sur la place Principale.
En 1613, le roi d'Espagne Philippe III gratifia ses loyaux sujets du titre de Nobles Hijosidalgos del Solar (ou Nobles Gentilshommes Fils du Soleil), titre octroyé à chacun de ses féaux sujets habitant la cité, élevant ainsi leur rang social et stimulant aussi leur fidélité.
C'est sous la piste d'atterrissage de Vallegrande qu'ont été enterrés les corps de Che Guevara et de quelques guérilleros en 1967. Ils le resteront jusqu'en 1997 lors du rapatriement des corps dans la ville cubaine de Santa Clara.

## Géographie
La ville se situe sur les contreforts des Andes, à une altitude de quelque 2 030 m. Elle se trouve dans une grande vallée fertile, d'où dérive son nom.
Le climat y est tempéré si bien que la température en été atteint 30 °C et en hiver 20 °C.

## Architecture
C'est typiquement une ville d'architecture coloniale. Le legs de la colonisation espagnole se sent tellement qu'elle a toutes les caractéristiques d'une ville d'Espagne.

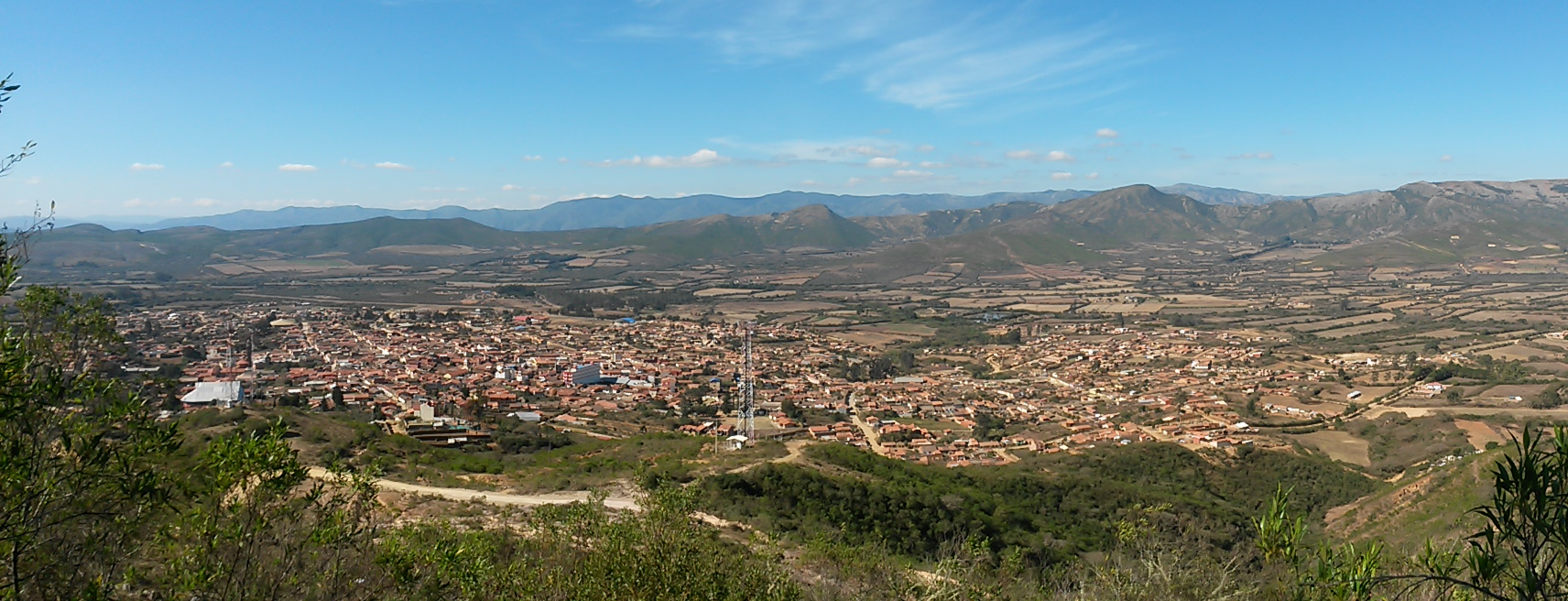
Panorama de Vallegrande.